# Грановский, Василий Константинович
Василий Константинович Грановский (род. 16 августа 1985, Хабаровск) — российский игрок в хоккей с мячом, защитник, заслуженный мастер спорта России (2015), пятикратный чемпион мира.
Депутат Законодательной думы Хабаровского края седьмого созыва.

## Карьера

### Клубная
Начал заниматься хоккеем с мячом в 1995 году в Хабаровске в школе СКА, с 1999 — в ДЮСШ-6.
В сезоне 2001/02 был игроком команды СКА ДВО, с 2002 по 2006 год в составе второй команды «СКА-Нефтяника», принимающих участие в первенстве России среди команд первой лиги.
С сезона 2004/05 в команде мастеров «СКА-Нефтяника». По итогам первого сезона за «СКА-Нефтяник» становится бронзовым призёром чемпионата России.
В 2006 году перешел в московское «Динамо». Выступая за команду девять сезонов шесть раз побеждает в чемпионатах России, пять раз в Кубке России, трижды — в Кубке европейских чемпионов, Кубке мира и Кубке чемпионов Эдсбюна, в сезоне 2006/07 — во всех клубных турнирах сезона, а также в составе сборной России на чемпионате мира 2007 года.
С 2015 по 2023 год вновь в составе «СКА-Нефтяника». Выступая за команду восемь сезонов ещё пять раз побеждает в чемпионатах России, четырежды — в Кубке России. Капитан команды с 2018 по 2022 год.
Завершил игровую карьеру по завершении сезона 2022/23.
Рекордсмен по числу побед в Суперкубке России — 7 (2 — «Динамо» (Москва), 5 — «СКА-Нефтяник»).

### Сборная России
В сборной России с 2006 по 2019 год. Пятикратный чемпион мира (2007, 2011, 2015, 2018, 2019).

### Тренерская деятельность
В мае 2023 года был назначен на должность первого заместителя директора хоккейного клуба «СКА-Нефтяник».
В феврале 2024 года назначен главным тренером «СКА-Нефтяника», сменив на своём посту Александра Савченко. В должности главного тренера был до октября 2024 года.
В июне 2025 года возглавил тренерский штаб второй команды «СКА-Нефтяника».

## Вне хоккея
В 2019 году выдвигаясь от партии ЛДПР побеждает на выборах депутатов Законодательной думы Хабаровского края седьмого созыва по двенадцатому одномандатному избирательному округу.

## Достижения
«СКА-Нефтяник»
 Чемпион России (5): 2016/17, 2017/18, 2018/19, 2019/20, 2022/23 

 Бронзовый призёр чемпионата России (3): 2004/05, 2015/16, 2020/21 

 Обладатель Кубка России (4): 2016, 2017, 2018, 2022 

 Финалист Кубка России (2): 2015, 2020 

 Обладатель Суперкубка России (5): 2017 (весна), 2019, 2020, 2021 (весна), 2022 

 Финалист Суперкубка России: 2017 (осень) 

 Финалист Кубка мира: 2019 

 Финалист Кубка чемпионов Эдсбюна: 2005 

 Победитель Кубка губернатора Хабаровского края: 2019 

«Динамо» (Москва)
 Чемпион России (6): 2006/07, 2007/08, 2008/09, 2009/10, 2011/12, 2012/13 

 Серебряный призёр чемпионата России (3): 2010/11, 2013/14, 2014/15 

 Обладатель Кубка России (5): 2006, 2008, 2010/11, 2011 (осень), 2012 

 Обладатель Суперкубка России (2): 2013 (весна), 2013 (осень) 

 Обладатель Кубка европейских чемпионов (3): 2006, 2008, 2009 

 Финалист Кубка европейских чемпионов: 2007 

 Обладатель Кубка мира (3): 2006, 2007, 2013 

 Обладатель Кубка чемпионов Эдсбюна (3): 2006, 2008, 2013 

 Финалист Кубка чемпионов Эдсбюна: 2010 

Сборная России
 Чемпион мира (5): 2007, 2011, 2015, 2018, 2019 

 Серебряный призёр чемпионата мира (2): 2012, 2017 

 Победитель Международного турнира на призы Правительства России: 2010 

 Победитель Турнира четырёх наций: 2017 

 Победитель Кубка Акима Алматы: 2011
Личные
- В списке 22-х лучших игроков сезона (7): 2011, 2012, 2013, 2015, 2017, 2018, 2019

## Статистика выступлений в чемпионатах России
| Сезон     | Клуб                     | И   | Г  | П  | О  | Ш      |
| --------- | ------------------------ | --- | -- | -- | -- | ------ |
| 2004/2005 | СКА-Нефтяник (Хабаровск) | 19  | 0  | 0  | 0  | 0      |
| 2005/2006 | СКА-Нефтяник (Хабаровск) | 24  | 1  | 0  | 1  | 70     |
| 2006/2007 | Динамо (Москва)          | 25  | 1  | 1  | 2  | 55     |
| 2007/2008 | Динамо (Москва)          | 27  | 1  | 1  | 2  | 115    |
| 2008/2009 | Динамо (Москва)          | 24  | 0  | 1  | 1  | 100    |
| 2009/2010 | Динамо (Москва)          | 11  | 2  | 0  | 2  | 50     |
| 2010/2011 | Динамо (Москва)          | 26  | 1  | 2  | 3  | 105    |
| 2011/2012 | Динамо (Москва)          | 31  | 1  | 0  | 1  | 160    |
| 2012/2013 | Динамо (Москва)          | 31  | 2  | 0  | 2  | 200+К  |
| 2013/2014 | Динамо (Москва)          | 29  | 0  | 1  | 1  | 170    |
| 2014/2015 | Динамо (Москва)          | 26  | 0  | 2  | 2  | 120    |
| 2015/2016 | СКА-Нефтяник (Хабаровск) | 26  | 0  | 1  | 1  | 130    |
| 2016/2017 | СКА-Нефтяник (Хабаровск) | 23  | 1  | 0  | 1  | 50     |
| 2017/2018 | СКА-Нефтяник (Хабаровск) | 31  | 3  | 0  | 3  | 70     |
| 2018/2019 | СКА-Нефтяник (Хабаровск) | 36  | 4  | 1  | 5  | 90     |
| 2019/2020 | СКА-Нефтяник (Хабаровск) | 30  | 4  | 1  | 5  | 135    |
| 2020/2021 | СКА-Нефтяник (Хабаровск) | 29  | 3  | 0  | 3  | 70     |
| Всего     | 17 чемпионатов           | 448 | 24 | 11 | 35 | 1690+К |

### Комментарии
1. ↑  Количество игр и голов за клуб(ы) в высшем дивизионе чемпионатов России
2. ↑  Результативные передачи